# Джон (ураган, 1994)
Ураган «Джон» (англ. Hurricane John) или тайфун «Джон» (англ. Typhoon John, международное обозначение: 9420, обозначение JTWC: 10E) — тропический циклон, сформировавшийся в 1994 году и ставший самым долгоживущим тропическим циклоном, а также тропическим циклоном, который прошёл наибольшее расстояние за время своей жизни за всю историю наблюдений. Этот тропический циклон сформировался во время сильной осцилляции Эль-Ниньо 1991—1994 годов и достиг 5 категории по шкале Саффира — Симпсона.
Путь этого тропического циклона составил 13 280 км и протянулся с востока Тихого океана до запада Тихого океана, и был пройден за 31 день. Поскольку Джон существовал в двух бассейнах, он является одним из немногих тропических циклонов, которые называются как ураганом, так и тайфуном. За долгое время своей жизни Джон практически не встретил суши, оказав лишь незначительной эффект на Гавайские острова и атолл Джонстон.